# Suuri-Tervo
Suuri-Tervo är en ö i Finland. Den ligger i sjön Kallavesi och i kommunen Kuopio i den ekonomiska regionen  Kuopio ekonomiska region  och landskapet Norra Savolax, i den centrala delen av landet, 300 km nordost om huvudstaden Helsingfors. Öns area är 5,5 hektar och dess största längd är 340 meter i nord-sydlig riktning.